# هاوارد مک‌نیر
هاوارد مک‌نیر (انگلیسی: Howard McNear؛ ‏ ۲۷ ژانویهٔ ۱۹۰۵ – ۳ ژانویهٔ ۱۹۶۹) بازیگر اهل ایالات متحده آمریکا بود.
از فیلم‌ها یا مجموعه‌های تلویزیونی که وی در آن‌ها نقش داشته است، می‌توان به اندی گریفیت شو و دود اسلحه اشاره نمود.